# Bitwa pod Grahovacem
Bitwa pod Grahovacem – bitwa stoczona przez wojska czarnogórskie i osmańskie w dniach 29 kwietnia – 1 maja 1858. Zakończyła się klęską armii osmańskiej.
Po zajęciu wsi Vilusi i Grahovo w zachodniej Czarnogórze, 28 kwietnia 1858 oddziały osmańskie liczące ok. 10 tysięcy ludzi, pod dowództwem Hussejna Paszy podjęły marsz w kierunku płaskowyżu dominującego nad zajętym obszarem. W rejonie wsi Grahovac napotkali na główną linię obrony wojsk czarnogórskich, dowodzonych przez ks. Mirko Petrovicia-Njegoša (nazywanego "mieczem Czarnogóry"), starszego brata księcia Daniły.

## Bitwa
Do pierwszych walk doszło rankiem 29 kwietnia 1858. Kolejne ataki tureckie rozbijały się o linię obrony Czarnogórców, zdecydowanych bronić linii wokół Grahovaca do końca. W pierwszym dniu walki były wyjątkowo krwawe i większość ofiar bitwy poległo w tym dniu. Dowódca osmański zaproponował rokowania pokojowe, ale oferta została odrzucona. Turcy uzyskali tylko możliwość pochowania swoich poległych.
1 maja Turcy otrzymali posiłki z Bośni. W tym czasie Czarnogórcy zdecydowali się na kontratak, zmuszając przeciwnika do odwrotu. Największym problemem była artyleria osmańska, której ogień pustoszył szeregi czarnogórskie. W desperackim ataku na pozycje artylerii zginęło dwóch dowódców czarnogórskich: serdar Đuro Kusovac i duchowny Luka Jovović, ale działa udało się przejąć. W ręce zwycięzców wpadła pokaźna ilość broni, oddziały osmańskie opuściły pole bitwy.

## Po bitwie
Turcy stracili w bitwie ok. 3 000 zabitych i rannych, straty czarnogórskie były trzykrotnie mniejsze. Sukces ten zapewnił armii czarnogórsko-hercegowińskiej utrzymanie inicjatywy w działaniach wojennych.
Zwycięstwo Czarnogórców przyspieszyło wytyczenie linii granicznej między Czarnogórą i Imperium Osmańskim, co oznaczało faktyczne uznanie niepodległości czarnogórskiej. Grahovo i okoliczne miejscowości stały się częścią nowego państwa. Uczestników bitwy odznaczono specjalnym medalem (Grahovačka medalja), a dowódca otrzymał tytuł Wielkiego Księcia Grahova. W miejscu bitwy w 1864 wzniesiono cerkiew pod wezwaniem św. Spasa. W 2008 stanął tam pomnik.